# Acordar

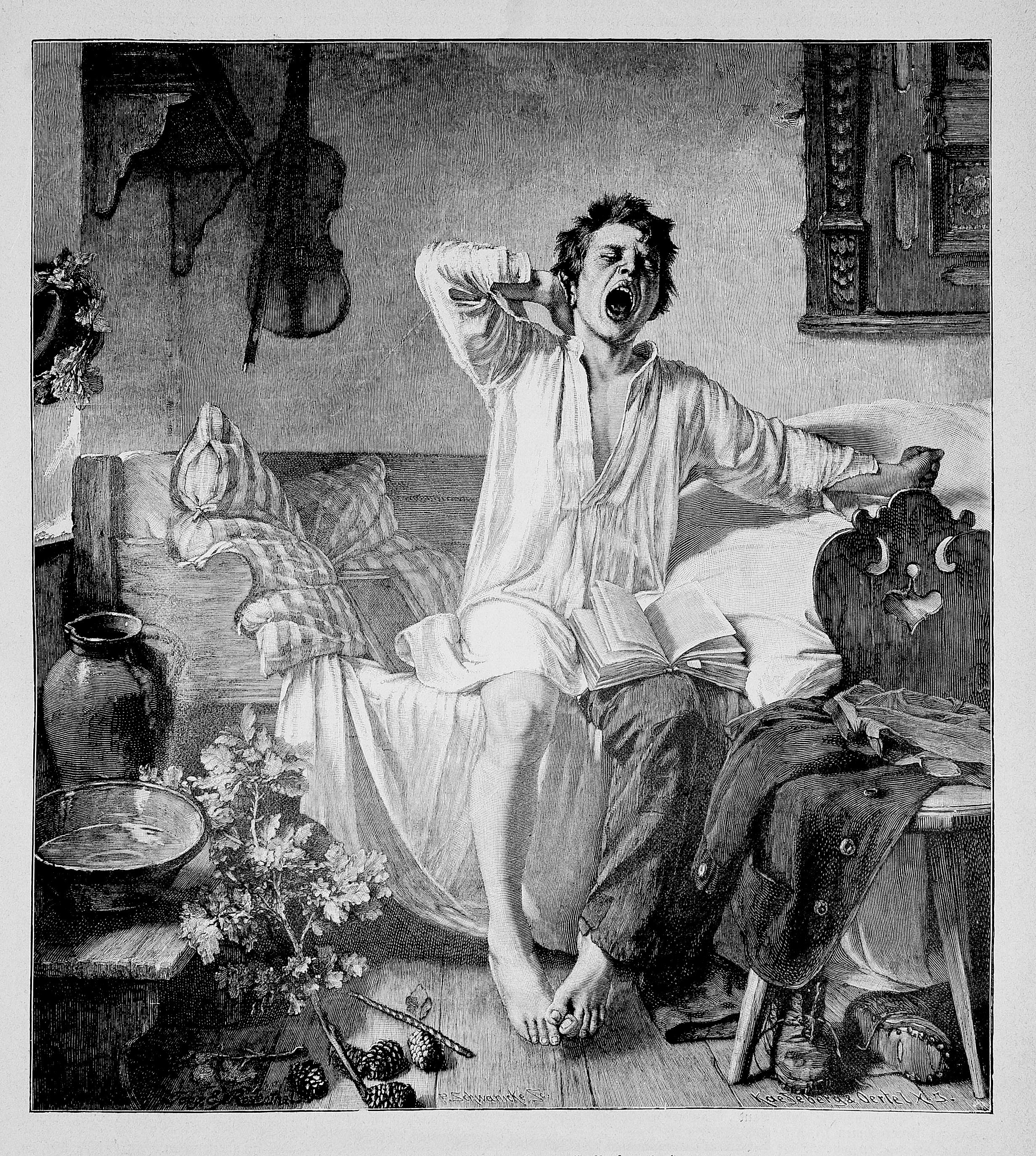
"Die Gartenlaube" (1889)

Acordar é uma ação que sucede a um estado metabólico ("estar acordado") marcado por processos catabólicos caracterizados pela consciência, o oposto de sono, um processo anabólico. 
A comunicação, o andar e a ingestão são conduzidos normalmente quando acordado, embora seja sabido também acontecerem durante o sono. Os animais podem correr, caminhar e comer enquanto acordados; os seres humanos podem também conversar, escutar, escrever, ler, e produzir pensamentos e trabalhar no estado acordado.